# 神戸市立上野中学校
神戸市立上野中学校（こうべしりつ うえのちゅうがっこう）は、兵庫県神戸市灘区にある公立中学校。

## 概要
- 同校がめざす学校像は、『自由と規律の調和のとれた学校』とされている。
- 同校がめざす生徒像は、『当たり前のことが当たり前にできる生徒』とされている。

## 沿革
- 1948年（昭和23年）4月 神戸市立上野中学校創立（福住小学校内）
  - 校章制定
  - 5月 育英会（PTA）結成
- 1951年（昭和26年）2月 新校舎地鎮祭（現校舎の敷地にて）
- 1952年（昭和27年）4月 開校記念式
  - 9月 第一期校舎竣工
- 1953年（昭和28年）8月 第二期工事竣工
  - 全校生徒、新校舎に移転
- 1954年（昭和29年）9月 第三期工事竣工
- 1955年（昭和30年）11月 第四期工事竣工
  - 校歌制定
- 1956年（昭和31年）6月 第五期工事竣工
- 1957年（昭和32年）3月 運動場舗装工事完了
- 1958年（昭和33年）8月 第六期工事竣工
  - 10月 創立10周年記念式典
- 1959年（昭和34年）3月 第七期工事竣工
  - 10月 講堂竣工式
- 1960年（昭和35年）6月 増設校舎6教室竣工
  - 11月 正面玄関前植栽緑化工事完了
- 1962年（昭和37年）7月 水泳練習開始（福住小プールにて）
- 1963年（昭和38年）6月 藤棚設置工事完了
- 1964年（昭和39年）4月 東裏門改造工事完了
- 1965年（昭和40年）5月 校内電話設置。校内時計設置整備
- 1966年（昭和41年）10月 校庭南側フェンス改修、職員室東側の金網設置
- 1967年（昭和42年）8月 校旗完成（卒業記念品）
- 1968年（昭和43年）10月 創立20周年記念式典
- 1970年（昭和45年）1月 講堂ステージ幕取り付け工事完了
- 1971年（昭和46年）6月 講堂夜間開放開始（卓球）、校庭夜間開放開始（バレーボール・テニス）
  - 7月 プール竣工
- 1972年（昭和47年）7月 プール開放開始
- 1975年（昭和50年）7月 騒音公害防止窓・除湿装置設置工事完了
- 1976年（昭和51年）8月 東校舎床張替工事完了
- 1977年（昭和52年）8月 北校舎廊下床張替工事完了
- 1978年（昭和53年）1月 内玄関表彰棚新設
  - 3月 青少協上野中支部設置
  - 育成委員制度発足
  - 9月 東校舎非常階段設置
  - 講堂緞帳および暗幕新調
  - 11月 創立30周年記念式典
- 1980年（昭和55年）4月 障害児学級設置
  - 10月 北校舎東便所改修工事完成
- 1981年（昭和56年）3月 講堂にバスケットゴールおよび防球ネット設置
  - 9月 第一回校内読書感想文コンクール実施
- 1983年（昭和58年）9月 北校舎南外壁およびサッシ改修
- 1986年（昭和61年）4月 北校舎一階障害者用便所設置
- 1987年（昭和62年）9月 講堂照明改修工事完了
- 1988年（昭和63年）3月 正面玄関前石碑「豊かな心」完成
  - 10月 創立40周年記念式典
- 1991年（平成3年）4月 コンピュータ22台設置
- 1994年（平成6年）3月 エアコン設置（図書室・音楽室）
- 1995年（平成7年）1月 阪神・淡路大震災により、避難所設置（20教室）
  - 11月 チャイム装置取替工事
- 1997年（平成9年）4月 車椅子用スロープ設置
- 1998年（平成10年）1月 校訓制定「豊かな心 たゆまぬ努力」
- 1999年（平成11年）3月 階段昇降機完成
- 2000年（平成12年）7月 西校舎3階天井取替工事
  - 10月 放送室放送機新規取替
- 2001年（平成13年）4月 東校舎トイレ工事完成
- 2003年（平成15年）6月 玄関前工事完成
- 2004年（平成16年）5月 職員室LAN配線工事
- 2005年（平成17年）4月 光ファイバー敷設工事
- 2006年（平成18年）3月 東校舎手洗い場設置工事
  - 4月 「分かる授業」拠点校指定
- 2007年（平成19年）1月 西校舎耐震補強工事完了

## 部活動

### 運動部
- 野球部
- 陸上競技部
- ソフトテニス部
- 卓球部
- 女子バスケットボール部
- 女子バレーボール部

### 文化部
- 吹奏楽部
- 美術部
- 科学部
- 放送部
- コンピュータ部

## 制服
- 男子　
  - 冬服は標準的な学生服上下である。
  - 夏服はカッターシャツ、スラックスである。
- 女子　
  - 冬服はセーラー服、ジャンパースカートである。
  - 夏服はブラウス、吊りスカートである。

## 卒業生
- 加藤寛（サッカー指導者、元ヴィッセル神戸監督）
- 鎌仲政昭  (元プロ野球選手)
- 近藤大雅（プロ野球選手）
- グルラジャニ・ネイサン（独立リーグ野球選手）
- 山田真哉（公認会計士・作家）
- 大和貴恵（舞台女優）
- 和田昌裕（元プロサッカー選手・サッカー指導者）

## 交通アクセス
- 阪急王子公園駅 徒歩15分
- 阪急六甲駅 徒歩14分
- JR灘駅 徒歩24分
- 阪神岩屋駅 徒歩29分

## 通学区域が隣接している学校
- 神戸市立鷹匠中学校
- 神戸市立長峰中学校
- 神戸市立原田中学校
- 神戸市立筒井台中学校
- 神戸市立葺合中学校
- 神戸市立山田中学校

## その他
- 近くに摩耶山などがあり、登山者などに知られたりしている。